# Leslie Milne
Leslie Milne, född den 17 oktober 1956 i Framingham, USA, är en amerikansk landhockeyspelare.
Hon tog OS-brons i damernas landhockeyturnering i samband med de olympiska landhockeytävlingarna 1984 i Los Angeles.